# Mathias Goeritz

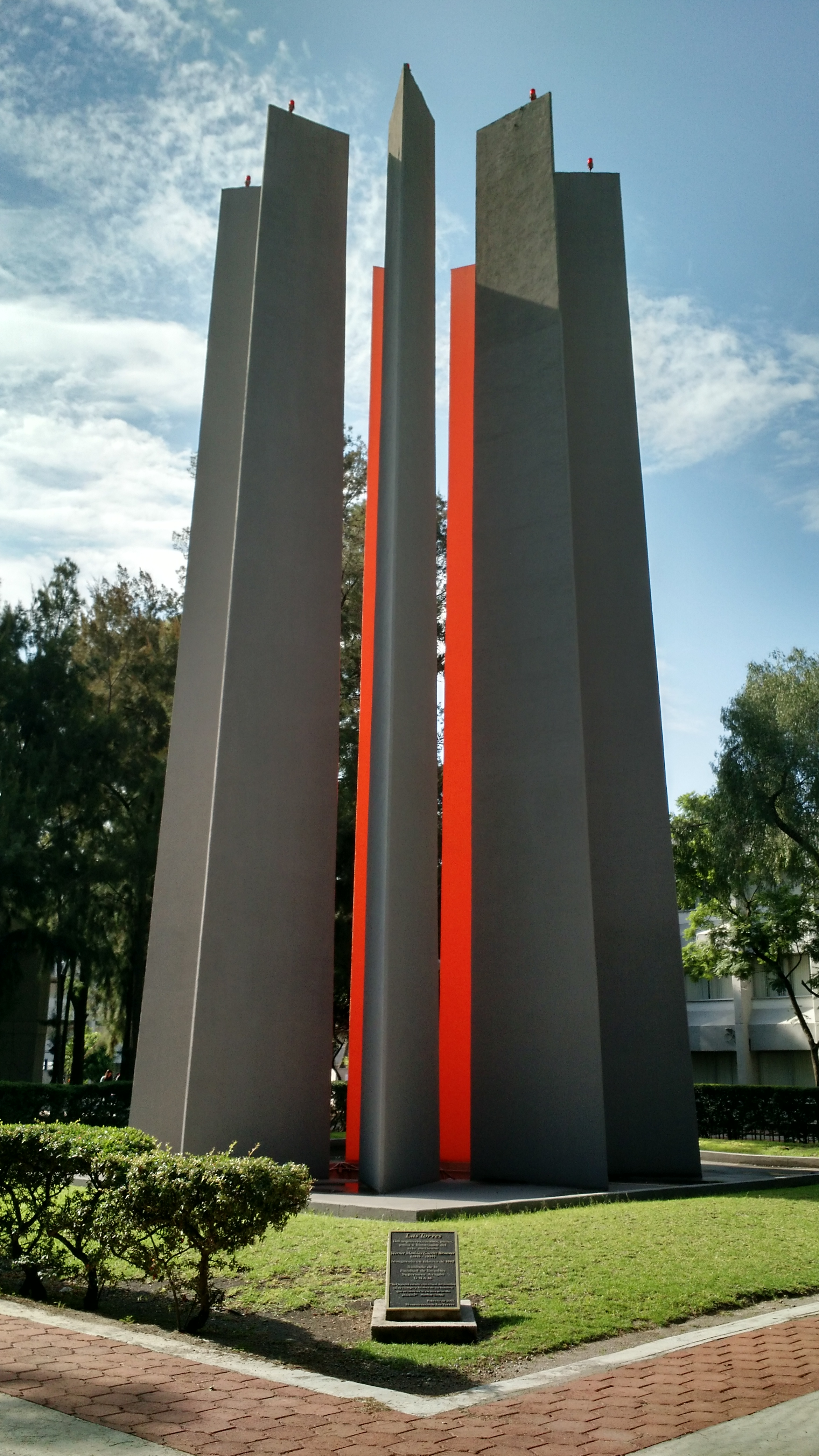
Las Torres bei der Facultad de Estudios Superiores Aragón, Nationale Autonome Universität von Mexiko

Werner Mathias Goeritz Brünner (* 4. April 1915 in Danzig; † 4. August 1990 in Mexiko-Stadt) war ein deutsch-mexikanischer Architekt, Maler, Kunstschriftsteller und Bildhauer.

## Leben und Werk
Goeritz unterhielt zu vielen bildenden Künstlern und Architekten seiner Zeit Kontakte. Er brachte Künstler aus verschiedenen Ländern und Arbeitsbereichen für gemeinsame Projekte zusammen.
Vor allem in Mexiko fanden viele Ausstellungen seiner Bilder und Skulpturen statt. Zu einem großen Teil ist sein Werk von religiösen Themen geprägt, in Skulpturen und Zeichnungen interpretierte er auf vielfache Weise das Thema der Kreuzigung Christi. Er schuf Altäre in der Santiago-Kirche in Tlatelolco und in der Kapelle des Convento de las Capuchinas Sacramentarias del Sagrado Corazón de María (Konvent der Kapuzinerinnen des Heiligen Herzens Mariae) in Tlalpan, beides Stadtteile von Mexiko-Stadt. In verschiedenen Kirchen gibt es Glasfenster nach seinen Entwürfen. Durch seine Werke im öffentlichen Raum hat er das Bild von Mexiko-Stadt mitgeprägt. Er war Initiator der ersten Werkstätten für Industriedesign in Mexiko und war beteiligt an Projekten der Architekten Luis Barragán und Ricardo Legorreta.

### Kindheit und Jugend
Mathias Goeritz wurde als zweites Kind von Hedwig Goeritz, geb. Brünner und des Rechtsanwalts Ernst Goeritz (gest. 1931) geboren. Hedwig Goeritz war die Tochter des Porträt- und Historienmalers Karl Brünner. Ernst Goeritz kam aus einer jüdischen Familie.
Im Geburtsjahr von Mathias Goeritz zog die Familie nach Berlin, da Ernst Goeritz in Berlin-Charlottenburg Stadtrat wurde und das Amt des Kulturdezernenten übernahm. Die kulturell engagierte Familie unterhielt Kontakte zu vielen Künstlern, die Mathias Goeritz schon im Kindesalter und als Heranwachsender persönlich kennenlernte. Seine Eltern sammelten Bilder, sie besaßen z. B. Bilder von Paul Klee. Nach dem Abitur 1934 studierte er an der Friedrich-Wilhelms-Universität Berlin zunächst ein Semester Medizin. Später wechselte er zu den Fächern Philosophie und Kunstgeschichte. Am Theaterwissenschaftlichen Institut der Universität studierte er 1935–1936 zwei Semester Theaterwissenschaft, an der Charlottenburger Städtischen Kunstgewerbe- und Handwerkerschule studierte er Kunstgeschichte und Malerei bei Max Kaus und Hans Orlowski.
In den Vorlesungen bei Eckart von Sydow wurde er auf Bücher des Prähistorikers Herbert Kühn über die Höhlenmalereien in Spanien hingewiesen. Eine spätere Reise nach Altamira war für seine eigene künstlerische Arbeit wesentlich.
In den folgenden Jahren lernte er verschiedene deutsche Künstler kennen, unter ihnen Ernst Barlach, Erich Heckel, Karl Schmidt-Rottluff und Käthe Kollwitz. Mit Erstarken des Nationalsozialismus in Deutschland wurde seit den dreißiger Jahren die Situation der Künstler schwierig. 1937 ging Goeritz für mehrere Monate nach Paris, unternahm bis 1939 viele Reisen in andere europäische Länder, so auch nach Bern, wo er Paul Klee kennenlernte. 1940 promovierte er mit einer Monographie über den deutschen Maler Ferdinand von Rayski.

### Emigration
1941 verließ er Deutschland. Zunächst ging er nach Tetuán in Spanisch-Marokko, wo er seinen Lebensunterhalt mit Zeichen- und Deutschunterricht und verschiedenen Gelegenheitsarbeiten verdiente.
1942 konnte er nach Madrid und nach Granada reisen. Im gleichen Jahr heiratete er in Spanien die Fotografin Marianne Gast. Er lernte Antoni Tàpies und Antonio Saura kennen.
1948 gab er den Impuls zur Gründung der Schule von Altamira, ein loser Zusammenschluss von internationalen Künstlern und Architekten, die ein offenes Forum zum länder- und fachübergreifenden Gedankenaustausch und für die freie Entwicklung von Ideen sein sollte, und an der sich auch Joan Miró und Willi Baumeister beteiligten. Man wollte „über jeden Nationalismus erhaben sein“, so ausgedrückt in der ersten Nummer der Antología de la Escuela de Altamira von 1950.
Die erste „Internationale Woche zeitgenössischer Kunst“ der Schule von Altamira fand vom 19. – 25. September 1949 in den Höhlen von Altamira und in Santillana del Mar statt. Obwohl der Kongress unter der Schirmherrschaft des Gouverneurs von Santander stattfinden sollte, wurde Goeritz von den Behörden aufgefordert, Spanien zu verlassen. Der Grund war eine Denunziation, in der die Schule als freimaurerisch und kommunistisch diffamiert wurde.

### Mexiko

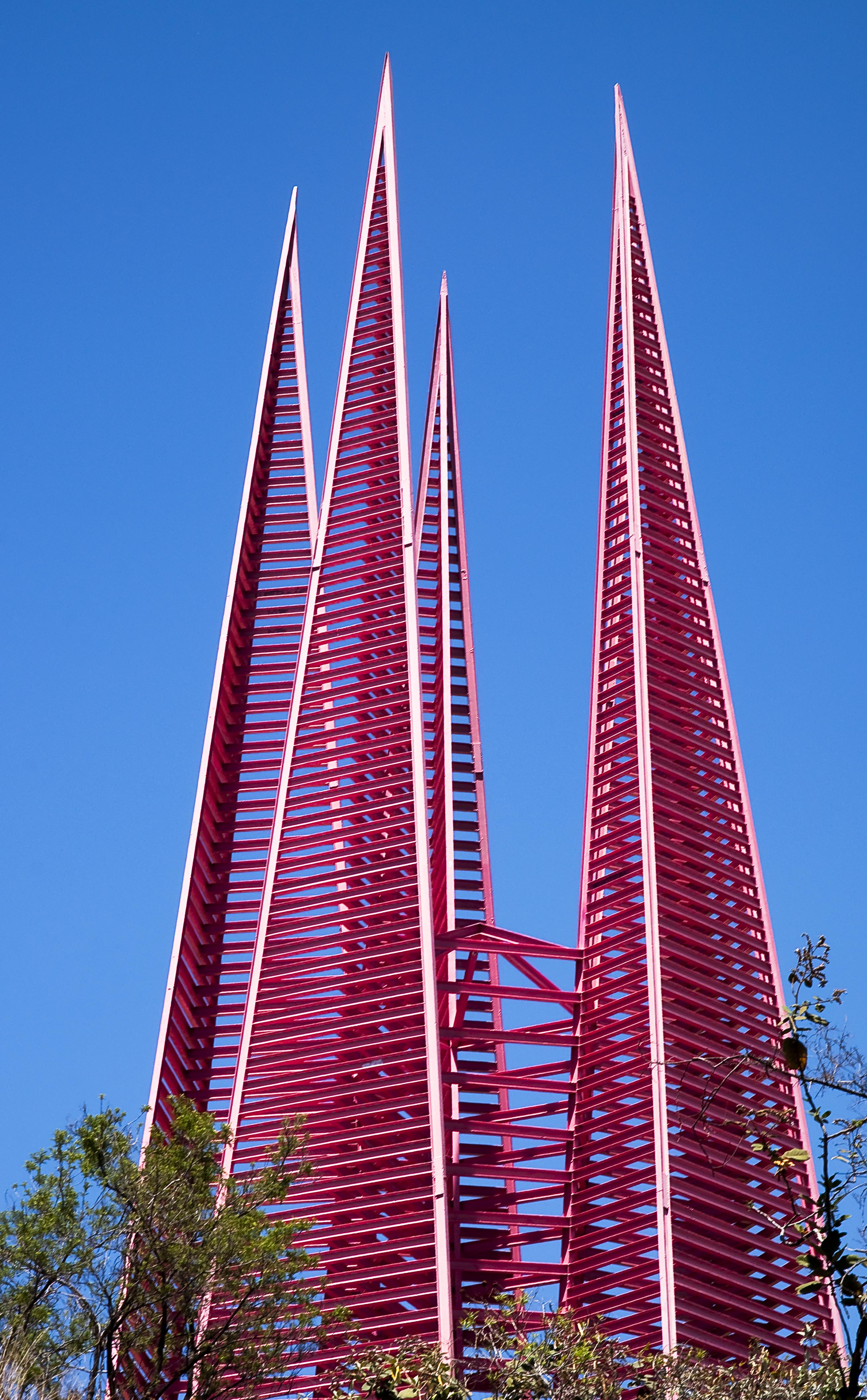
Corona del pedregal im Skulpturengarten der Nationalen Autonomen Universität von Mexiko, Mexiko-Stadt

1949 wanderte Mathias Goeritz nach Mexiko aus. Den Aktivitäten der Schule von Altamira blieb er durch regen Briefaustausch verbunden.
Goeritz war einer der sieben europäischen Architekten (Erich Coufal Kieswetter, Bruno Cadore Marcolongo, Horst Hartung Franz, Silvio Alberti, Manuel Herrero und Carloangelo Kovacevich), die 1950 auf Einladung von Ignacio Díaz Morales nach Guadalajara kamen, um die Architekturfakultät der Universidad de Guadalajara (UdeG) zu gründen. Er hielt dort Vorlesungen über „Visuelle Erziehung“.
Er entwickelte seine eigene künstlerische Arbeit weiter und realisierte Skulpturen im öffentlichen Raum von Mexiko-Stadt (Großplastiken Energía, Torres de Satélite, Torres de Mixcoac, El Coco etc.), arbeitete an Architekturprojekten (Bau des Museo Experimental El Eco etc.). Er organisierte eine Ausstellung von französischen Malern des Spätimpressionismus und der beginnenden Moderne, u. a. von Renoir, Degas, Manet, Toulouse-Lautrec und Georges Braque.
In verschiedenen Kirchen und Kathedralen Mexikos schuf er eine Reihe von sogenannten Ambientes luminosos, d. h. Innenräume, deren Atmosphäre vom Licht der Glasfenster bestimmt wird (San Lorenzo in Mexiko-Stadt, Kathedrale von Mexiko-Stadt, Kathedrale von Cuernavaca, Santiago Tlatelolco, Mexiko-Stadt).
Außerdem publizierte er Manifeste und Texte, in denen er seine künstlerischen Ideen darlegte (regelmäßige Publikationen in der Zeitschrift Arquitectura México, deren leitender Redakteur er in den Jahren 1958–1978 war, Manifest der „Emotionellen Architektur“ 1953/54, ManifestPlease, stop! 1960, Manifest L’art prière contre l’art merde 1960 etc.)
1953 zog er um nach Mexiko-Stadt. Dort kam es im gleichen Jahr zum Bau des Museo Experimental El Eco, bei dem Goeritz in künstlerischer und architektonischer Hinsicht freie Hand hatte. Sein Mäzen Daniel Mont hatte ihn eingeladen, einen Museumsbau vollständig nach seinen Ideen zu planen und zu errichten. Goeritz versuchte, im El Eco rechte Winkel zu vermeiden und eine nach seinen Worten „kaum wahrnehmbare Asymmetrie“ herzustellen, die einer „lebendigen Struktur“ entsprechen sollte. Das Gesamtkunstwerk El Eco war als Zentrum geistigen Austauschs geplant, hier sollten Menschen zusammenkommen und zu eigenen, neuen künstlerischen Initiativen angeregt werden. Unterschiedliche Bereiche wie Ausstellungen, Tanz, Lesungen, Theater, Konzerte sollten dort gepflegt werden auf interdisziplinäre Weise zusammenwirken.
Im Hof des Gebäudes La Serpiente, eine große Metallskulptur von Goeritz aufgestellt. Heute befindet sich diese Plastik im Skulpturenpark des Museo del Arte Moderno in Mexiko-Stadt. Goeritz nannte das El Eco eine „emotionelle Architektur“ (Manifest der Emotionellen Architektur, 1954).
Von 1954 bis 1959 unterrichtete Goeritz Basic Design an der Universidad Nacional Autónoma de México UNAM. 1957 wurden die Torres de Satélite im Norden von Mexiko-Stadt entworfen und gebaut. Bei diesem Projekt kam es zur Zusammenarbeit mit Luis Barragán, Jesús Reyes Ferreira und Mario Pani. Die Torres de Satélite wurden zu einem der Wahrzeichen von Mexiko-Stadt. 1958 starb seine Ehefrau Marianne Goeritz. 1960 heiratete er Ida Rodríguez Prampolini, eine mexikanische Kunsthistorikerin, die er schon aus der Gründungszeit der Schule von Altamira kannte.
1962 hatte Goeritz seine erste Einzelausstellung in der Carstairs Gallery in New York. Von 1966 bis 1968 war Goeritz Berater für das künstlerische Begleitprogramm der Olympischen Spiele in Mexiko. In diesem Kontext organisierte er das Großprojekt Ruta de la Amistad, zu dem er 18 Bildhauer aus verschiedenen Ländern und Kontinenten einlud, Großplastiken entlang eines Teilstücks der Avenida Periférico in Mexiko-Stadt zu installieren, er selbst war hier als Bildhauer nicht beteiligt. Mit 17 Kilometern Länge ist die Ruta de la Amistad heute eine der längsten Skulpturenwege der Welt. 1972 reiste er zum ersten Mal nach Israel. 1977 wurde in Jerusalem nach seinen Plänen im Sinne seines Konzepts der „Emotionellen Architektur“ das Saltiel Community Center gebaut.

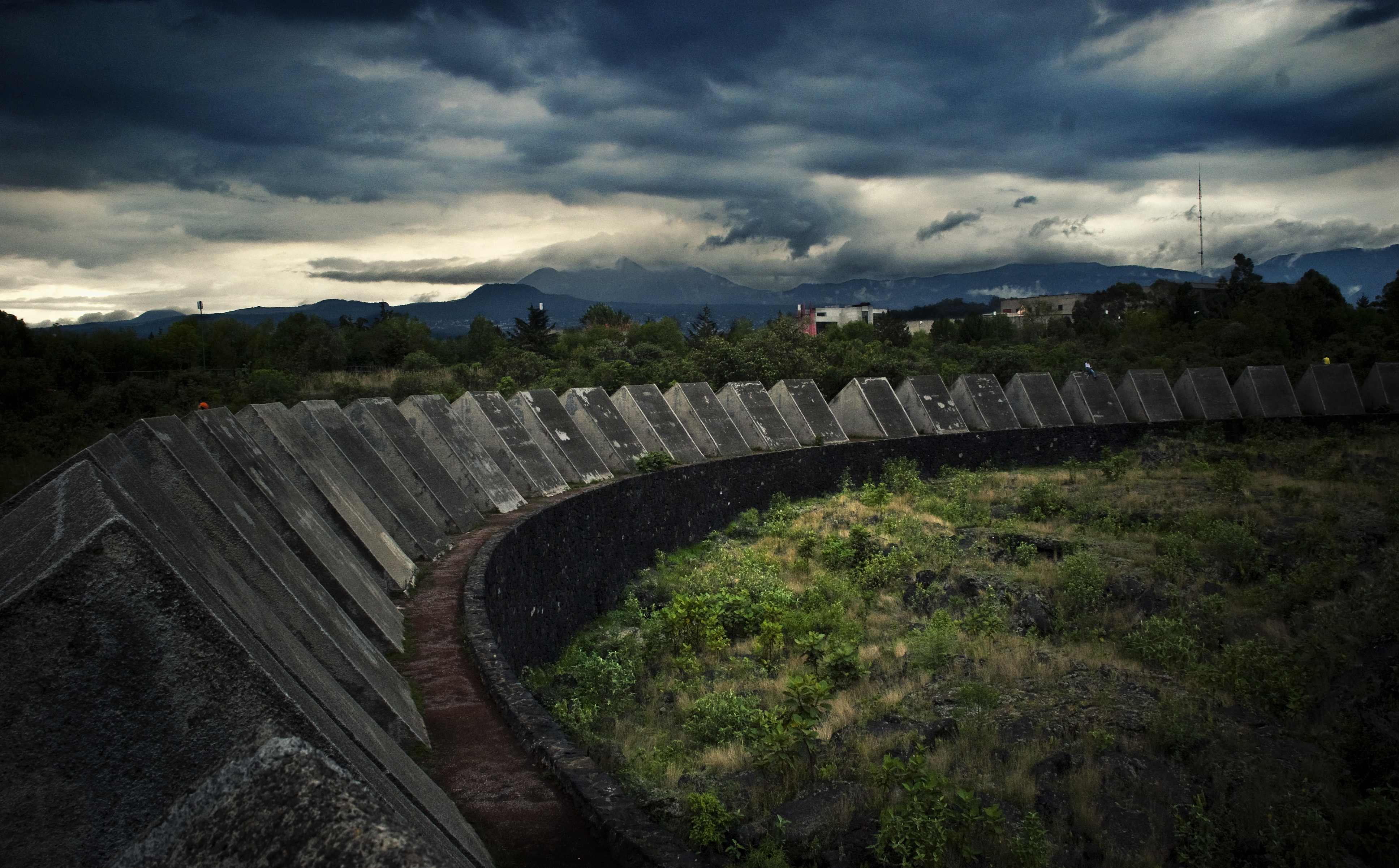
Espacio Escultórico

1979 wurde der Espacio Escultórico I im Süden von Mexiko-Stadt, nahe dem Universitätsgelände Ciudad Universitaria errichtet. Der Espacio Escultórico, eine Gemeinschaftsarbeit von Goeritz, Helen Escobedo, Manuel Felguérez, Hersúa, Federico Silva und Sebastián, ist ein Kreis mit einem Durchmesser von 120 Metern mit insgesamt 64 Betonmodulen. Er ist erbaut auf dem Lavageröll des nahen Vulkans Xitle, das Lavagestein ist im Innern des Kreises in seiner ursprünglichen Form erhalten. 1986 realisierte Goeritz eine Großskulptur mit dem Titel Energía im Park Chapultepec von Mexiko-Stadt, am Ausgang des dortigen Zoologischen Gartens. Mathias Goeritz starb am 4. August 1990 in Mexiko-Stadt.

## Preise und Auszeichnungen
- 1975  Mitglied der Königlichen Akademie der Bildenden Künste in Den Haag.

## Schriften
- Johann Elias Ridinger : 60 Bilder. Mit einleitendem Text von Mathias Goeritz, Kanter-Bücher ; 24 Kanter Verlag, Königsberg 1941 (Mit Johann Elias Ridinger)
- Ferdinand von Rayski und die Kunst des neunzehnten Jahrhunderts, Hans von Hugo Verlag, Berlin 1942
- Manifiesto de la Arquitectura Emocional. Cuadernos de la Arquitectura, Guadalajara/Jalisco, März 1954
- La educación visual. La Gaceta, Publicación del Fondo de Cultura Económica, 8. Jg., Nr. 86, Okt. 1961
- Sobre Luis Barragán. Arquitectos de México Nr. 1, México D. F. 1964
- Gedanken zur Kunst der Gegenwart und Zukunft, Linzer Akademiefonds, Linz 1967
- Highway sculpture: the towers of Satellite City. Leonardo, International Journal of the contemporary artist, Oxford, England, Pergamon Press, 3. Jg., Juli 1970, S. 319–322